# Ultra Maniac
Ultra Maniac (jap. ウルトラマニアック) ist eine Manga-Reihe der japanischen Zeichnerin Wataru Yoshizumi. Die Reihe wurde auch als Anime-Fernsehserie und OVA umgesetzt.
Die Handlung dreht sich um die Schülerin Ayu Tateishi, deren Liebe zu dem Mädchenschwarm Tetsushi Kaji und das magische Mädchen Nina Sakura. Das Werk lässt sich den Genre Shōjo, Komödie, Magical Girl und Romantik zuordnen.

## Handlung
Das Schulmädchen Ayu Tateishi (立石 亜由) ist gut in der Schule, im Tennis und gibt sich cool, um ihrem Schwarm Tetsushi Kaji (架地 哲士) zu gefallen. Dieser ist Kapitän des Schul-Baseballteams und wegen seines Charmes bei allen Mädchen beliebt. Jedoch will er nicht wirklich so umschwärmt sein, verhält sich aber charmant, um so Ayu zu gefallen.
Eines Tages trifft Ayu vor der Schule auf die weinende Nina Sakura (佐倉 仁菜), die ihren Laptop verloren hat. Nachdem Ayu ihr geholfen hat, den Laptop zu finden, verrät Nina ihr, dass sie aus einem magischen Königreich kommt und mithilfe ihres Laptops zaubern kann. Sie ist in diese Welt gekommen, weil sie die Prüfung auf der magischen Schule nicht bestanden hat. Nun soll sie hier weiter lernen. Dabei hilft sie Ayu bei ihren täglichen Problemen.
So gelingt es, dass Tetsushi mit Ayu ausgeht, während Tetsushis Freund Hiroki Tsujiai (辻合 宏基) sich in Nina verliebt. Dann taucht auch Yuta Kirishima (桐島 由多) auf, ein alter Freund von Nina, der sich auch in diese verliebt hat. Nach und nach treten noch weitere Freunde Ninas aus dem magischen Königreich auf.

### Unterschiede zwischen Manga und Anime
Im Anime kommt Nina Sakura in diese Welt, um fünf heilige Steine zu finden und dann den Prinzen des magischen Königreichs heiraten zu können. Am Ende gibt sie die Steine an ihre gute Freundin Maya Orihara ab, da sie und der Prinz sich lieben.

## Manga
Der Manga von Wataru Yoshizumi erschien von Februar 2002 bis Januar 2004 im Manga-Magazin Ribon des Shūeisha-Verlags. Die Reihe wurde auch in fünf Tankōbon zusammengefasst.
Im Jahr 2005 erschien die Serie auf Englisch bei Viz Media, auf Spanisch bei Panini und auf Französisch bei Glénat. Planet Manga veröffentlichte das Werk auf Italienisch.
Auf Deutsch erschienen seit August 2007 bisher fünf Bände bei Tokyopop.

## Anime
2002 wurde von Ashi Productions und Urumani Project eine 29-minütige OVA produziert, bei der Nanako Shimazaki Regie führte. Das Charakter-Design stammt von Miho Shimogasa und Kazuhiro Takahashi übernahm die künstlerische Leitung. Der Anime wurde später auch auf dem Sender Animax ausgestrahlt.
Im Jahr 2003 produzierten Animax, Ashi Productions und Urumani Project eine Anime-Fernsehserie mit 26 Folgen zum Manga. Bei dieser führte Shin’ichi Masaki Regie, Miho Shimogasa übernahm wieder das Charakter-Design und Kazuhiro Takahashi die Aufgabe des künstlerischen Leiters. Die Serie wurde vom 20. Mai 2003 bis zum 11. November 2003 auf Animax ausgestrahlt.
Auf Englisch wurde der Anime von Animax-asia ausgestrahlt und von Geneon Entertainment in den USA vertrieben. Planeta Junior veröffentlicht die Serie in Spanien.

### Synchronisation
| Rolle          | japanischer Synchronsprecher (Seiyū) | japanischer Synchronsprecher (Seiyū) |
| Rolle          | OVA                                  | Serie                                |
| -------------- | ------------------------------------ | ------------------------------------ |
| Nina Sakura    | Mayuko Omimura                       | Akemi Kanda                          |
| Ayu Tateishi   | Satsuki Yukino                       | Yui Horie                            |
| Tetsuji Kaji   | Hiroshi Kamiya                       | Hiroshi Kamiya                       |
| Hiroki Tsujiai | Susumu Chiba                         | Susumu Chiba                         |
| Yuta Kirishima | Isamu Hayashi                        | Isamu Hayashi                        |

### Musik
Die Musik der Fernsehserie wurde komponiert von Toru Yugawa. Der Vorspanntitel Kagami no Naka und das Abspannlied Hitotsu=Unmei Kyōdōtai stammen von can/goo.